# Brian Greenway
Brian Greenway (Hawkesbury, 1º ottobre 1951) è un cantante, chitarrista e compositore canadese, noto soprattutto per essere membro del gruppo rock April Wine.

## Carriera
Chitarrista di estrazione hard rock, nel 1977 entra a far parte della band April Wine, della quale diverrà successivamente uno dei membri più importanti. Grazie alla sua presenza la band raggiunge una maggiore notorietà.

## Come solista
Nel 1988 inizia la sua carriera solista, incidendo l'album Serious Business.

## Discografia

### Solista
- Serious Business, 1988